# Serie B 2024-2025 (pallavolo)
La Serie B 2024-2025 si è svolta dal 12 ottobre 2024 all'8 giugno 2025: al torneo hanno partecipato centoundici squadre di club italiane e una squadra di club sammarinese.

## Regolamento

### Formula
Le squadre, divise in otto gironi composti ciascuno da 12, 14 o 15 squadre, hanno disputato un girone all'italiana, con gare di andata e ritorno. Al termine della regular season:
- Le prime due classificate di ciascun girone hanno acceduto ai play-off promozione, con le squadre divise in due rami (Ramo A per i gironi A, B, C e D e Ramo B per i gironi E, F, G e H) e strutturati con:
  - fase 1, a cui hanno acceduto le prime classificate, disputata con gare di andata e ritorno ed eventuale golden set nel caso di parità di punteggio al termine delle due gare: le squadre vincitrici sono state promosse in Serie A3;
  - fase 2, a cui hanno acceduto le squadre classificate al secondo posto, disputata con la medesima formula;
  - fase 3, tra le squadre vincenti la fase 2 e le perdenti della fase 1;
  - fase 4, tra le squadre vincenti la fase 3: le squadre vincitrici sono state promosse in Serie A3;
- le squadre classificate al undicesimo e dodicesimo posto di ogni girone (dodicesimo e tredicesimo per i gironi a 15 squadre), nel caso di distacco non superiore ai due punti, hanno acceduto ai play-out retrocessione con gare di andata e ritorno ed eventuale set di spareggio; nel caso di maggior distacco la squadra peggio classifica è retrocessa in Serie C;
- Le ultime tre squadre classificate dei gironi da 14 e 15 e l'ultima del girone da 12 squadre sono retrocesse in Serie C[2].

### Criteri di classifica
Se il risultato finale è stato di 3-0 o 3-1 sono stati assegnati 3 punti alla squadra vincente e 0 a quella sconfitta, se il risultato finale è stato di 3-2 sono stati assegnati 2 punti alla squadra vincente e 1 a quella sconfitta.
L'ordine del posizionamento in classifica è stato definito in base a:
- Punti;
- Numero di partite vinte;
- Ratio dei set vinti/persi;
- Ratio dei punti realizzati/subiti.

## Squadre partecipanti

### Girone A
- AG Milano
- Alto Canavese
- Caronno Pertusella
- Desio Brianza
- Garlasco
- Milano II
- Novi
- Parella
- Sant'Anna
- Saronno
- Val Chisone
- Valli di Lanzo
- Yaka
- ZeroQuattro

### Girone B
- Aduna Padova
- Bassano
- C9
- Massanzago
- Monselice
- Montecchio
- Olympia Gorizia
- 4 Torri Ferrara
- Padova II
- Povegliano
- Silvolley
- Trentino II
- Treviso
- Valsugana

### Girone C
- Asola Remedello
- Beach Club Offanengo
- Bologna
- Canottieri Ongina
- Cazzago
- Cremonese
- Dossobuono
- Grassobbio
- Modena II
- Montichiari
- Scanzorosciate
- Stadium Mirandola
- Univolley
- Veneto
- Villa d'Oro

### Girone D
- Arno
- Camaiorese
- Cecina
- CUS Genova
- Energy Parma
- Era
- Firenze
- Invicta
- Laghezza
- Lupi Santa Croce
- Maurizio Marconi
- San Martino
- Sassuolo
- Sestese
- Spezzanese

### Girone E
- Beach & Park
- Bottega
- Dinamo Bellaria
- Forlì
- Game
- Involley
- Libertas Osimo
- Macerata
- Montorio
- Nova Loreto
- Riccione
- Sabini
- San Severino
- Sir Safety Perugia II

### Girone F
- Anguillara
- Argos
- Cisterna II
- Civita Castellana
- Decimomannu
- Elisa Pomigliano
- Fenice Roma
- Genzano
- Green Roma
- Lazio
- Rione Terra
- Roma 7
- Tuscania
- Virtus Roma

### Girone G
- Annunziata
- Bari
- Casoria
- CUS Bari
- Green Galatone
- Grottaglie
- Lecce
- Leverano
- Marigliano
- Matese
- Meta
- Molfetta
- New San Marzano
- Pag Taviano

### Girone H
- Aquila Bronte
- Bisignano
- Callipo
- Ciclope Bronte
- Gupe
- Letojanni
- Next Atlas
- Paomar Siracusa[3]
- Papiro
- Sciacca
- Valley
- Volo International

## Torneo

### Play-off promozione

#### Ramo A (gironi A-B-C-D)

##### Prima fase

###### Tabellone
|  | Fase 1 |             |   |   |  |
|  |        |             |   |   |  |
|  | 1B     | Silvolley   | 3 | 3 |  |
|  | 1B     | Silvolley   | 3 | 3 |  |
|  | 1A     | ZeroQuattro | 0 | 0 |  |

|  | Fase 1 |                   |   |   |  |
|  |        |                   |   |   |  |
|  | 1C     | Stadium Mirandola | 0 | 3 |  |
|  | 1C     | Stadium Mirandola | 0 | 3 |  |
|  | 1D     | Lupi Santa Croce  | 3 | 2 |  |

###### Risultati
| Andata |                                      |     |                     |
|        |                                      |     |                     |
| 17-05  | ZeroQuattro - Silvolley              | 0-3 | 19-25, 19-25, 17-25 |
| 17-05  | Lupi Santa Croce - Stadium Mirandola | 3-0 | 25-19, 25-20, 25-22 |

| Ritorno |                                      |     |                                  |
|         |                                      |     |                                  |
| 24-05   | Silvolley - ZeroQuattro              | 3-0 | 25-22, 25-17, 25-18              |
| 25-05   | Stadium Mirandola - Lupi Santa Croce | 3-2 | 25-18, 21-25, 24-26, 25-19, 15-7 |

##### Seconda, terza e quarta fase

###### Tabellone
|  | Fase 2 | Fase 2      | Fase 2            | Fase 2            |   |    | Fase 3      | Fase 3      | Fase 3 | Fase 3 |  |  | Fase 4 | Fase 4 | Fase 4 | Fase 4 |  |
|  |        |             |                   |                   |   |    |             |             |        |        |  |  |        |        |        |        |  |
|  |        |             |                   |                   |   |    | 1A          | ZeroQuattro | 3      | 2      |  |  |        |        |        |        |  |
|  |        |             |                   |                   |   |    | 1A          | ZeroQuattro | 3      | 2      |  |  |        |        |        |        |  |
|  |        |             | 2A                | Garlasco          | 0 | 3  |             |             |        |        |  |  |        |        |        |        |  |
|  | 2B     | Monselice   | 2A                | Garlasco          | 0 | 3  | 2           | 0           |        |        |  |  |        |        |        |        |  |
|  | 2B     | Monselice   |                   |                   |   |    |             |             |        |        |  |  |        |        |        |        |  |
|  | 2A     | Garlasco    | 3                 | 3                 |   |    |             |             |        |        |  |  |        |        |        |        |  |
|  | 2A     | Garlasco    | 3                 | 3                 |   | 1A | ZeroQuattro | 0           | 2      |        |  |  |        |        |        |        |  |
|  |        |             |                   |                   |   |    |             |             |        |        |  |  |        |        |        |        |  |
|  |        |             | 1C                | Stadium Mirandola | 3 | 3  |             |             |        |        |  |  |        |        |        |        |  |
|  |        |             |                   |                   | 3 | 3  |             |             |        |        |  |  |        |        |        |        |  |
|  |        |             |                   |                   |   |    |             |             |        |        |  |  |        |        |        |        |  |
|  |        |             |                   |                   |   |    |             |             |        |        |  |  |        |        |        |        |  |
|  |        | 1C          | Stadium Mirandola | 3                 | 3 |    |             |             |        |        |  |  |        |        |        |        |  |
|  |        |             |                   |                   | 3 |    |             |             |        |        |  |  |        |        |        |        |  |
|  |        |             | 2C                | Villa d'Oro       | 2 | 1  |             |             |        |        |  |  |        |        |        |        |  |
|  | 2C     | Villa d'Oro | 2C                | Villa d'Oro       | 2 | 1  | 2           | 3           |        |        |  |  |        |        |        |        |  |
|  | 2C     | Villa d'Oro |                   |                   |   |    |             |             |        |        |  |  |        |        |        |        |  |
|  | 2D     | Camaiorese  | 3                 | 0                 |   |    |             |             |        |        |  |  |        |        |        |        |  |

###### Fase 2
| Andata |                          |     |                                   |
|        |                          |     |                                   |
| 17-05  | Garlasco - Monselice     | 3-2 | 25-22, 25-15, 21-25, 31-33, 15-12 |
| 18-05  | Camaiorese - Villa d'Oro | 3-2 | 25-15, 14-25, 20-25, 25-21, 15-10 |

| Ritorno |                          |     |                     |
|         |                          |     |                     |
| 24-05   | Monselice - Garlasco     | 0-3 | 21-25, 22-25, 22-25 |
| 24-05   | Villa d'Oro - Camaiorese | 3-0 | 25-17, 25-15, 25-21 |

###### Fase 3
| Andata |                                 |     |                                  |
|        |                                 |     |                                  |
| 28-05  | Garlasco - ZeroQuattro          | 0-3 | 22-25, 20-25, 26-28              |
| 27-05  | Villa d'Oro - Stadium Mirandola | 2-3 | 30-32, 29-27, 25-23, 22-25, 8-15 |

| Ritorno |                                 |     |                                   |
|         |                                 |     |                                   |
| 31-05   | ZeroQuattro - Garlasco          | 2-3 | 15-25, 25-20, 23-25, 25-18, 10-15 |
| 01-06   | Stadium Mirandola - Villa d'Oro | 3-1 | 20-25, 25-16, 25-17, 25-22        |

###### Fase 4
| Andata |                                 |     |                     |
|        |                                 |     |                     |
| 03-06  | ZeroQuattro - Stadium Mirandola | 0-3 | 14-25, 17-25, 22-25 |

| Ritorno |                                 |     |                                   |
|         |                                 |     |                                   |
| 08-06   | Stadium Mirandola - ZeroQuattro | 3-2 | 25-16, 25-19, 21-25, 18-25, 15-11 |

#### Ramo B (gironi E-F-G-H)

##### Prima fase

###### Tabellone
|  | Fase 1 |                |   |     |  |
|  |        |                |   |     |  |
|  | 1F     | Genzano        | 0 | 316 |  |
|  | 1F     | Genzano        | 0 | 316 |  |
|  | 1E     | Libertas Osimo | 3 | 018 |  |

|  | Fase 1 |                |   |   |  |
|  |        |                |   |   |  |
|  | 1G     | Green Galatone | 3 | 3 |  |
|  | 1G     | Green Galatone | 3 | 3 |  |
|  | 1H     | Next Atlas     | 2 | 0 |  |

###### Risultati
| Andata |                             |     |                                  |
|        |                             |     |                                  |
| 17-05  | Libertas Osimo - Genzano    | 3-0 | 27-25, 25-22, 25-18              |
| 18-05  | Next Atlas - Green Galatone | 2-3 | 23-25, 25-20, 25-17, 20-25, 7-15 |

| Ritorno |                             |     |                                       |
|         |                             |     |                                       |
| 24-05   | Genzano - Libertas Osimo    | 3-0 | 25-22, 25-19, 25-13 golden set: 16-18 |
| 25-05   | Green Galatone - Next Atlas | 3-0 | 25-21, 25-21, 25-22                   |

##### Seconda, terza e quarta fase

###### Tabellone
|  | Fase 2 | Fase 2     | Fase 2     | Fase 2     |   |    | Fase 3   | Fase 3  | Fase 3 | Fase 3 |  |  | Fase 4 | Fase 4 | Fase 4 | Fase 4 |  |
|  |        |            |            |            |   |    |          |         |        |        |  |  |        |        |        |        |  |
|  |        |            |            |            |   |    | 1F       | Genzano | 1      | 2      |  |  |        |        |        |        |  |
|  |        |            |            |            |   |    | 1F       | Genzano | 1      | 2      |  |  |        |        |        |        |  |
|  |        |            | 2F         | Tuscania   | 3 | 3  |          |         |        |        |  |  |        |        |        |        |  |
|  | 2F     | Tuscania   | 2F         | Tuscania   | 3 | 3  | 3        | 3       |        |        |  |  |        |        |        |        |  |
|  | 2F     | Tuscania   |            |            |   |    |          |         |        |        |  |  |        |        |        |        |  |
|  | 2E     | Involley   | 0          | 2          |   |    |          |         |        |        |  |  |        |        |        |        |  |
|  | 2E     | Involley   | 0          | 2          |   | 2F | Tuscania | 0       | 3      |        |  |  |        |        |        |        |  |
|  |        |            |            |            |   |    |          |         |        |        |  |  |        |        |        |        |  |
|  |        |            | 2G         | Grottaglie | 3 | 2  |          |         |        |        |  |  |        |        |        |        |  |
|  |        |            |            |            | 3 | 2  |          |         |        |        |  |  |        |        |        |        |  |
|  |        |            |            |            |   |    |          |         |        |        |  |  |        |        |        |        |  |
|  |        |            |            |            |   |    |          |         |        |        |  |  |        |        |        |        |  |
|  |        | 1H         | Next Atlas | 0          | 0 |    |          |         |        |        |  |  |        |        |        |        |  |
|  |        |            |            |            | 0 |    |          |         |        |        |  |  |        |        |        |        |  |
|  |        |            | 2G         | Grottaglie | 3 | 3  |          |         |        |        |  |  |        |        |        |        |  |
|  | 2G     | Grottaglie | 2G         | Grottaglie | 3 | 3  | 3        | 3       |        |        |  |  |        |        |        |        |  |
|  | 2G     | Grottaglie |            |            |   |    |          |         |        |        |  |  |        |        |        |        |  |
|  | 2H     | Bisignano  | 0          | 0          |   |    |          |         |        |        |  |  |        |        |        |        |  |

###### Fase 2
| Andata |                          |     |                                   |
|        |                          |     |                                   |
| 17-05  | Garlasco - Monselice     | 3-2 | 25-22, 25-15, 21-25, 31-33, 15-12 |
| 18-05  | Camaiorese - Villa d'Oro | 3-2 | 25-15, 14-25, 20-25, 25-21, 15-10 |

| Ritorno |                          |     |                     |
|         |                          |     |                     |
| 24-05   | Monselice - Garlasco     | 0-3 | 21-25, 22-25, 22-25 |
| 24-05   | Villa d'Oro - Camaiorese | 3-0 | 25-17, 25-15, 25-21 |

###### Fase 3
| Andata |                                 |     |                                  |
|        |                                 |     |                                  |
| 28-05  | Garlasco - ZeroQuattro          | 0-3 | 22-25, 20-25, 26-28              |
| 27-05  | Villa d'Oro - Stadium Mirandola | 2-3 | 30-32, 29-27, 25-23, 22-25, 8-15 |

| Ritorno |                                 |     |                                   |
|         |                                 |     |                                   |
| 31-05   | ZeroQuattro - Garlasco          | 2-3 | 15-25, 25-20, 23-25, 25-18, 10-15 |
| 01-06   | Stadium Mirandola - Villa d'Oro | 3-1 | 20-25, 25-16, 25-17, 25-22        |

###### Fase 4
| Andata |                                 |     |                     |
|        |                                 |     |                     |
| 03-06  | ZeroQuattro - Stadium Mirandola | 0-3 | 14-25, 17-25, 22-25 |

| Ritorno |                                 |     |                                   |
|         |                                 |     |                                   |
| 08-06   | Stadium Mirandola - ZeroQuattro | 3-2 | 25-16, 25-19, 21-25, 18-25, 15-11 |

### Play-out retrocessione

#### Tabellone
|  | Girone A |               |   |   |  |
|  |          |               |   |   |  |
|  | 10A      | Alto Canavese | 1 | 3 |  |
|  | 10A      | Alto Canavese | 1 | 3 |  |
|  | 11A      | Novi          | 3 | 2 |  |

|  | Girone B |              |   |   |  |
|  |          |              |   |   |  |
|  | 11B      | Aduna Padova | 2 | 1 |  |
|  | 11B      | Aduna Padova | 2 | 1 |  |
|  | 10B      | Padova II    | 3 | 3 |  |

|  | Girone F |       |   |   |  |
|  |          |       |   |   |  |
|  | 11F      | Argos | 3 | 3 |  |
|  | 11F      | Argos | 3 | 3 |  |
|  | 10F      | Lazio | 0 | 0 |  |

#### Risultati
| Andata |                          |     |                                   |
|        |                          |     |                                   |
| 17-05  | Novi - Alto Canavese     | 3-1 | 20-25, 25-19, 25-18, 25-22        |
| 21-05  | Padova II - Aduna Padova | 3-2 | 25-22, 25-21, 14-25, 22-25, 17-15 |
| 17-05  | Argos - Lazio            | 3-0 | 25-22, 25-19, 25-23               |

| Ritorno |                          |     |                                   |
|         |                          |     |                                   |
| 25-05   | Alto Canavese - Novi     | 3-2 | 25-19, 27-29, 26-28, 25-13, 15-11 |
| 25-05   | Aduna Padova - Padova II | 1-3 | 20-25, 22-25, 25-16, 20-25        |
| 24-05   | Lazio - Argos            | 0-3 | 21-25, 22-25, 22-25               |

## Verdetti

### Squadre promosse
- Green Galatone
- Grottaglie
- Libertas Osimo
- Lupi Santa Croce
- Silvolley
- Stadium Mirandola

### Squadre retrocesse
- Aduna Padova
- AG Milano
- Alto Canavese
- Asola Remedello
- Bari
- Beach Club Offanengo
- Casoria
- Cecina
- Cisterna II
- C9

- Decimomannu
- Desio Brianza
- Dinamo Bellaria
- Energy Parma
- Firenze
- Game
- Grassobbio
- Green Roma
- Gupe
- Lazio

- Lecce
- Maurizio Marconi
- Meta
- Montorio
- Olympia Gorizia
- Riccione
- Univolley
- Val Chisone
- Valsugana